# رویال کانیا (هاوایی)
رویال کانیا (به انگلیسی: Royal Kunia) یک منطقهٔ مسکونی در ایالات متحده آمریکا است که در شهرستان هونولولو، هاوایی واقع شده‌است. رویال کانیا ۷٫۸ کیلومتر مربع مساحت و ۱۴٬۵۲۵ نفر جمعیت دارد و ۱۳۴٫۱۱ متر بالاتر از سطح دریا واقع شده‌است.